# Erasmus-von-Rotterdam-Gymnasium Viersen
Das Erasmus-von-Rotterdam-Gymnasium (kurz: EvR) ist ein Gymnasium in Viersen. Namenspatron ist der Humanist Erasmus von Rotterdam.

## Schulprofil
Neben dem Unterricht bietet die Schule verschiedene Arbeitsgruppen an, darunter eine Segel-, Volleyball-, Mountainbiking-, Kunst- und Bauchtanz-AG. Die Schule hat einen eigenen Chor, ein Orchester und ein Theaterensemble. Sie nimmt erfolgreich an zahlreichen Wettbewerben teil, zum Beispiel bei „Jugend forscht“, und erhielt 2007 den Anerkennungspreis der chemischen Industrie für den fünfjährigen erfolgreichen Einsatz ihres Genlabors.
Im Schuljahr 2009/2010 wurde probeweise die Unterrichtszeit von 45 auf 60 Minuten heraufgesetzt. Dieses Konzept wurde in einer späteren Befragung von Lehrern, Schülern und Eltern bestätigt und fortgesetzt.
Die Schule pflegt seit 1995 eine Partnerschaft mit einer polnischen Schule in Warschau und seit 2005 einer Schule in Togo. Die beiden alten Schulzweige betreiben seit 1964 eine sehr enge Schulpartnerschaft mit dem Lycée Jean Perrin in Lambersart, Frankreich und seit 1987 mit einer Schule in den Vereinigten Staaten.
Sportliches Engagement zeigt die Schule unter anderem durch die Ausrichtung der „Mini-EM“ bzw. „Mini-WM“. Dort treten 32 Schulmannschaften aus dem Kreis Viersen in einem Turnier gegeneinander an und vertreten dabei jeweils ein teilnehmendes Land.
Auch veranstaltet die Schule alle drei Jahre zusammen mit dem Sportfest, einen Wohltätigkeitslauf. Die Schüler haben dabei Sponsoren, welche pro gelaufenen Kilometer spenden. Der Erlös wird zu Teilen an lokalen Einrichtung gespendet und für das Togo-Projekt der Schule benutzt.
Die Schule setzt sich gegen Mobbing und Cyber-Mobbing ein, in diesem Bereich gibt es auch eine enge Zusammenarbeit mit externen Partnern, u. a. mit dem Kommissariat Vorbeugung in Viersen.

## Geschichte
1992 wird das Erasmus-von-Rotterdam-Gymnasium gegründet. Die Schule entstand durch die Zusammenlegung des neusprachlichen Gymnasium an der Löh (gegr. 1873 als Lyzeum / Mädchengymnasium) und des Humanistischen Gymnasiums der Stadt (gegr. 1904, als Lateinschule 1526). Die Schule nutzt die Gebäude des früheren Gymnasiums an der Löh.

## Ehemalige Schüler
- Illa Martin (1900–1988), Zahnärztin und Dendrologin
- Albert Vigoleis Thelen (1903–1989), Schriftsteller und Übersetzer
- Gustav René Hocke (1908–1985), Schriftsteller und Kulturhistoriker
- Adolf Frisé (1910–2003), Journalist und Schriftsteller
- Franz-Josef Antwerpes (* 1934), ehemaliger Regierungspräsident von Köln
- Jürgen Dollase (* 1948), Gastronomie-Kritiker
- Reinhard Kaiser (1950–2025), Schriftsteller und Übersetzer
- Helmut Reisen (* 1950), Volkswirt
- Stefan Kaiser (* 1952), Künstler
- Torsten Eßer (* 1966), Autor und Journalist
- Markus Orths (* 1969), Schriftsteller
- Bülent Arslan (* 1975), Politiker
- Tim Engartner (* 1976), Soziologe und Professor
- Tanja Maritzen (* 1977), Nanophysiologin und Hochschullehrerin
- Svenja Caspers (* 1982), Medizinerin
- Laura Katharina Sophia Neumann (* 1985), Rechtswissenschaftlerin und Hochschullehrerin
- Eugen Polanski (* 1986), Fußballspieler
- Robert Fleßers (* 1987), Fußballspieler
- Marius Lauber alias Roosevelt (* 1990), Musikproduzent und Sänger